# Beretta M1951
Die Beretta M951 (auch als Beretta M1951 geführt) war eine Selbstladepistole, die für die Streitkräfte Italiens entwickelt wurde.

## Geschichte und Technik
Im Zweiten Weltkrieg verschossen die von den italienischen Truppen geführten Pistolen eine andere Munition als ihre Maschinenpistolen. Erst nach dem Krieg begann das Unternehmen Beretta die Entwicklung einer Militärpistole im einheitlichen Kaliber 9-mm-Parabellum, um diesen Missstand abzustellen. Die stärkere Patrone erzwang eine Verriegelung, die beim Ausgangsmodell Beretta M1934, das schwächere Munition verwendete, nicht notwendig war. Die neue Kurzwaffe wurde 1951 offiziell in die Ausrüstung des Militärs übernommen. Die ersten Exemplare verfügten über ein Griffstück aus einer Leichtmetalllegierung, um das Gesamtgewicht zu senken. Die Waffe verschliss jedoch zu stark, und es wurde wieder auf Stahl zurückgegriffen. Diese Maßnahme verringerte zudem den Rückstoß.
Die M951 hat den für Pistolen jenes Unternehmens typischen Schlitten mit freiliegendem Lauf, die Verriegelung ähnelt der der Walther P38. Ein Spannabzug wie bei der Walther ist nicht vorhanden, der Abzug funktioniert nur nach dem Single-Action-Prinzip. Darüber hinaus ist die Magazinkapazität mit 8 Patronen für eine Nachkriegswaffe recht gering. Auf der Grundlage dieser Waffe wurden ab 1972 die international erfolgreichen Nachfolgeserien Beretta 92 bis Beretta 96 entwickelt.

## Varianten
- Beretta 951 R: Reihenfeuerpistole, also auch mit Dauerfeueroption, mit erweiterter Magazinkapazität (10 oder 15) und zusätzlichem Griff
- Beretta 952: ziviles Modell im Kaliber 7,65 mm Parabellum
- Helwan: ägyptisches Lizenzmodell
- Tariq: irakisches Lizenzmodell